# Pelargonium peltatum
Pelargonium peltatum é uma espécie de planta com flor pertencente à família Geraniaceae. 
A autoridade científica da espécie é (L.) L'Hér. ex Aiton, tendo sido publicada em Hortus Kewensis; or, a catalogue 2: 427–428. 1789.
Os seus nomes comuns são gerânio-folha-de-hera ou gerânio-trepador.

## Portugal
Trata-se de uma espécie presente no território português, nomeadamente no Arquipélago dos Açores.
Em termos de naturalidade é introduzida na região atrás indicada.

## Protecção
Não se encontra protegida por legislação portuguesa ou da Comunidade Europeia.